# Tiondebod

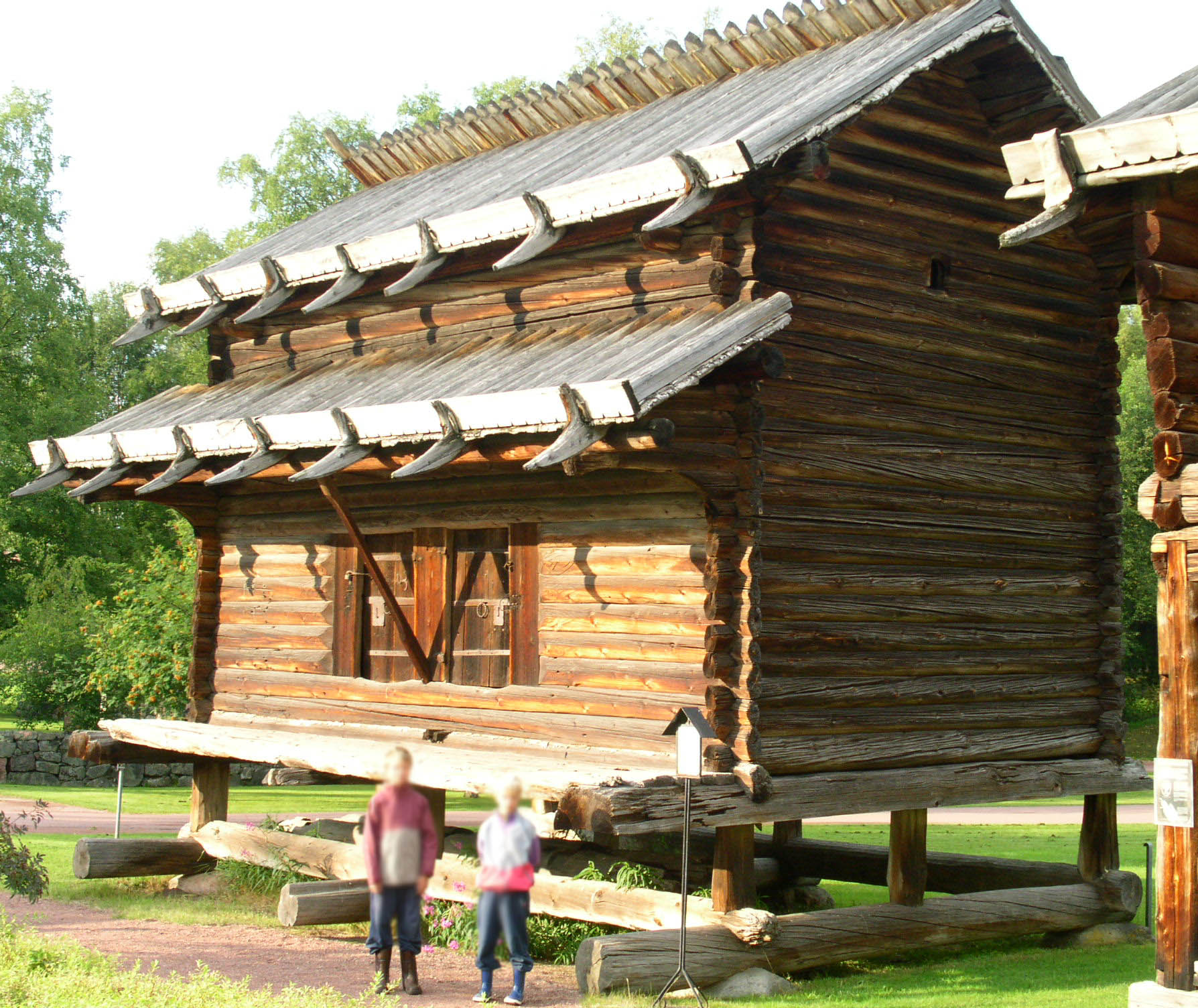
Kyrkhärbret i Älvdalen är ett tiondehärbre där tiondet från församlingen förvarades. Härbret är dendrokronologiskt daterat till efter år 1285.

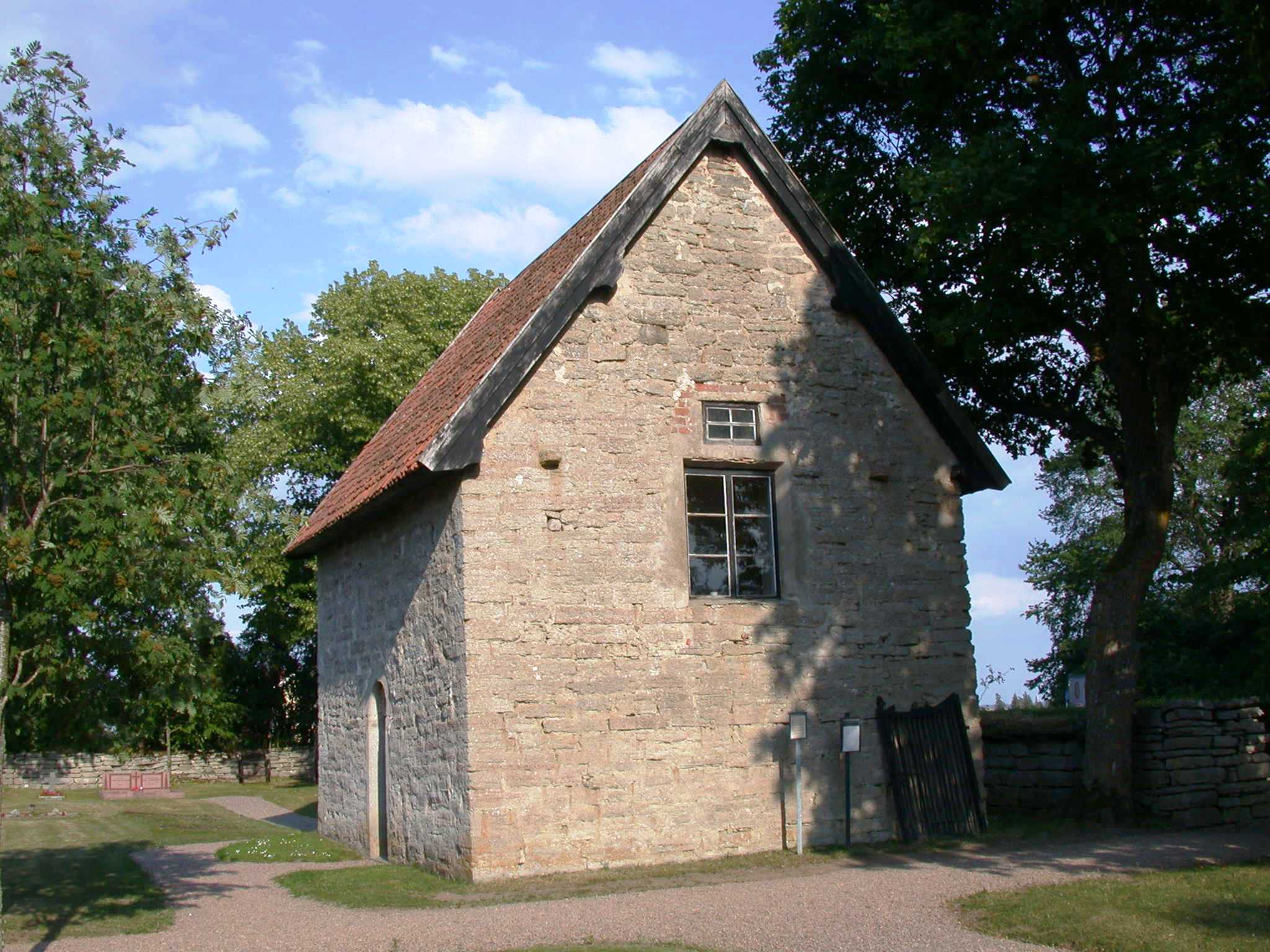
Tiondebod vid Örberga kyrka.

Tiondebod (eller kyrkohärbärge) (latin granarium) var en i äldre tider använd beteckning på ett förvaringsrum för den del av tiondet, som inte tillföll prästen. Tiondeboden får dock inte förväxlas med tiondelada. 

## Allmänt
Tiondebodens underhåll blev tidigt en kommunal angelägenhet. I Byggningabalken 26:5 av 1734 års lag stadgades: "Der tiondebod nödig är, bygge den alle de i socknen, eller staden, som kronotionde utföra".
Enligt ett mandat av 1597 skulle i varje kyrkohärbärge säd förbli liggande för utsädeshjälp åt nödställda jordbrukare, en upprinnelse till de senare inrättade "kornhusen" (spannmålsbodar) och sockenmagasinen.